# Extremadura (F-75)
La fragata Extremadura (F-75) fue una fragata de la Armada Española de la clase Baleares, que estuvo en servicio en la armada desde 1976 hasta 2006, siendo el segundo buque de la armada que tuvo este nombre, tras el crucero Extremadura.

## Desarrollo del proyecto

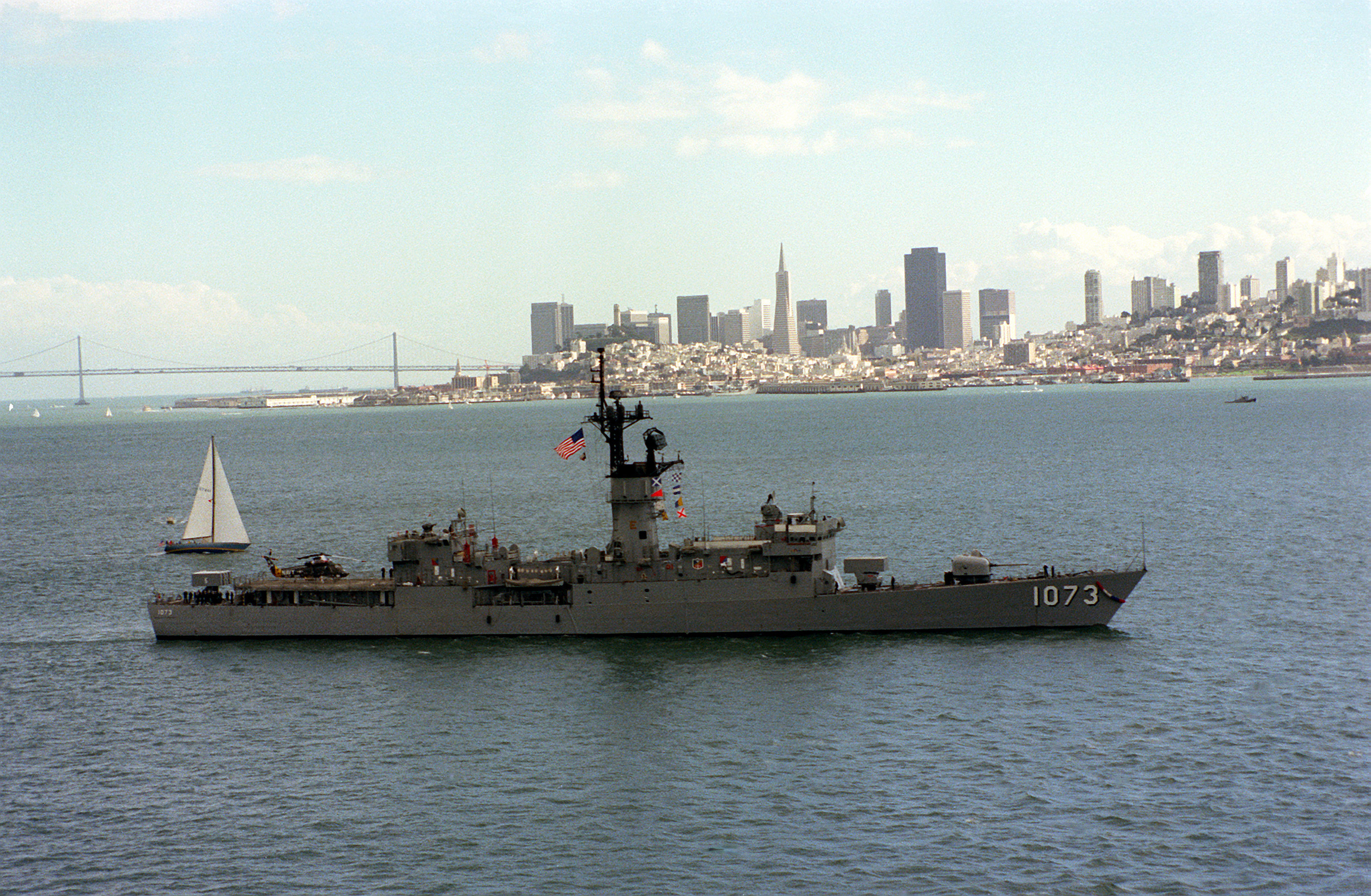
Una fragata estadounidense de la Clase Knox en la que se basó el diseño de la clase Baleares. El buque es el USS Robert E. Peary (FF-1073). Imagen de 1981.

A finales de los años 1960, la Armada española dispuso por fin de unos presupuestos algo más desahogados, que le permitieron comenzar a planear la construcción de nuevos buques. A raíz de estas disposiciones, se redactó un Plan Naval, que, en su primera fase, preveía la construcción de los primeros escoltas lanzamisiles de la Armada.
Inicialmente, se pensó en buques de tecnología británica, en concreto de la clase Leander, siguiendo la tendencia establecida en los años 1920 y 1930 de construir en España buques de diseño británico, adaptándolos a las necesidades de la Armada. Sin embargo, el gobierno laborista de la época no veía con buenos ojos al régimen de Franco, por lo que vetó la operación. Ante esta tesitura, la Armada volvió sus miras al otro lado del Atlántico, estableciendo contactos con la US Navy para seleccionar un proyecto que permitiese la construcción de la nueva clase de escoltas.
Finalmente, se decidió utilizar como base del proyecto las fragatas antisubmarinas clase Knox. Sin embargo, los requerimientos españoles eran diferentes de los estadounidenses, ya que la Armada necesitaba un buque con capacidad multipropósito en vez de un buque puramente antisubmarino. Por esta razón, se decidió eliminar el hangar y reducir al mínimo la plataforma de vuelo para un helicóptero ligero de las Knox y situar en su lugar un lanzador de misiles antiaéreos de zona Standard SM-1 MR. También se decidió instalar montajes cuádruples de misiles antisuperficie Harpoon y se montó un radar tridimensional aéreo AN/SPS-52B, para aumentar la capacidad de detección de aeronaves.
Gracias a estas modificaciones, la Armada obtuvo a un coste moderado un buque con gran capacidad antiaérea, antisubmarina y antisuperficie, especialmente tras la modernización de finales de los años 1980, en la cual se instalaron un par de montajes de defensa puntual Meroka y se mejoró la electrónica y el sistema de combate. La única pega que se les pueda poner es la debilidad de su sistema de propulsión y la imposibilidad de operar con helicópteros, salvo los pequeños Hughes 369 ASW, los únicos de la Armada que podían operar en su reducida cubierta de vuelo, aunque al no contar con un hangar se trataba de aeronaves destacadas temporalmente desde otros buques, en especial el Dédalo (R-01).

## Historial

### Décadas de 1970 y 1980
El buque se puso en grada el 3 de noviembre de 1971, se botó el 21 de noviembre de 1972 y fue dado de alta en la armada el  10 de noviembre de 1976. El 11 de enero de 1978, zarpó de Cartagena junto a los destructores Almirante Valdés y Lepanto (ambos de la Clase Lepanto) rumbo a Barcelona para participar en la inauguración del Salón Náutico Internacional.
El 9 de agosto de 1978, participó en ejercicios antisubmarinos en aguas de Catagena junto con los destructores Lepanto, Roger de Lauria, el Dédalo y el submarino estadounidense USS Shark (SSN-591) En octubre del mismo año, participó en las maniobras hispano francesas FARON-78, en las que fue buque insignia de los participantes por parte española. Desde noviembre, se integró en el grupo de escolta del Dédalo, con los que participó en los ejercicios ARDEX-78, consistentes en un asalto anfibio a la playa de Carboneras. En junio de 1979, participa junto a la Cataluña (F-73), varios destructores y submarinos en las maniobras "Mar Santander", tras lo cual, regresó a Ferrol el día 13 de junio. Acompañado por el Dédalo, visitó Bilbao en 1981 en el transcurso de unas maniobras.

### Década de 1990
Desde el 14 de septiembre hasta el 4 de noviembre de 1990 la Extremadura se integró en la NAVOCFORMED Fuerza Naval de la OTAN del Mediterráneo). A partir de julio de 1992, comenzaron las operaciones de varios buques de la Armada en el Adriático y en el estrecho de Otranto, con misiones de bloqueo por mandato de la ONU a la posible llegada de armas y material bélico a la antigua Yugoslavia. Desde el día 25 de julio la Extremadura participó en misiones de control de tráfico marítimo la zona. Entre los meses de febrero y abril de 1997, participó en unas maniobras en aguas del golfo de Cádiz con lanzamiento real de misiles superficie-aire.

### sigloXXI

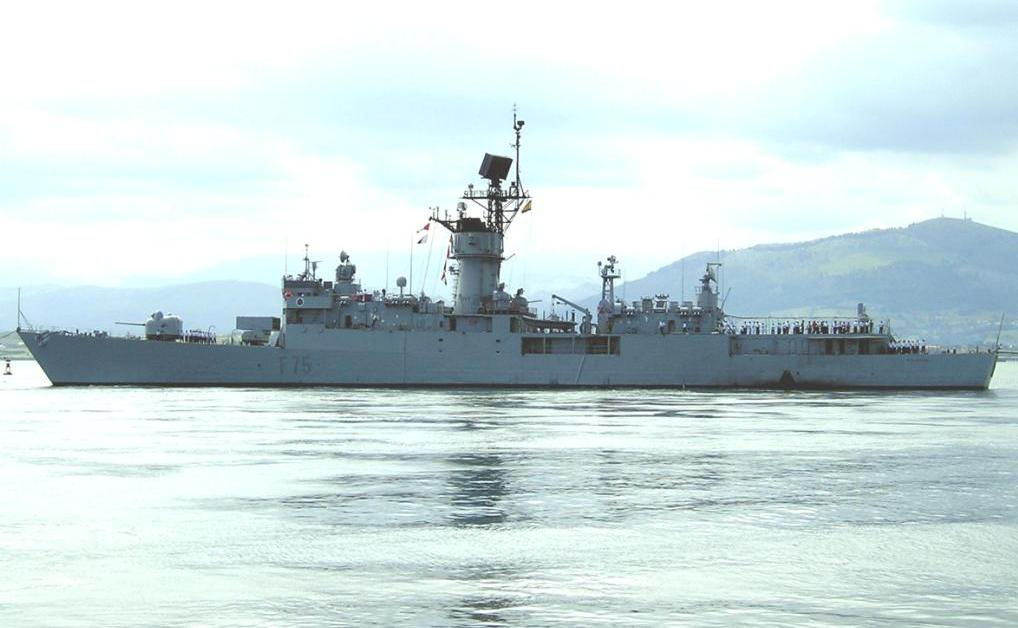
El Extremadura (F-75) en Santander en el año 2005.

El 2 de enero de 2002, cuando se encontraba integrada en la Agrupación Permanente de la OTAN en el Atlántico, rescató al mercante Aydin Kaptain que se encontraba a la deriva a unas 35 millas de la isla de Creta y que llevaba a bordo 254 inmigrantes ilegales. en las operaciones de rescate, resultó herido un cabo primero, al recibir un fuerte golpe en la nuca a bordo de la embarcación siniestrada, fue evacuado al hospital de Creta donde se le diagnosticó traumatismo craneoencefálico leve. Este salvamento le valió al buque el galardón en el mes de octubre con el premio periodístico de gallego del mes, al tener el buque su base en Ferrol. Ese mismo año, y a raíz de la catástrofe del Prestige, se envío a la Extremadura a patrullar a Finisterre las aguas de la Zona Económica Exclusiva, interceptando a los petroleros Teekay Foam con bandera de Bahamas y Byzantio que tenía como destino Gibraltar.
La unidad integró el ejercicio combinado UNITAS en Argentina durante el año 2003. En diciembre de ese año, y con la presencia a bordo del Príncipe de Asturias, participó en aguas de Ferrol en una maniobra de aprovisionamiento del buque desde el buque de aprovisionamiento Patiño.
En diciembre de 2005, una explosión en la cámara de calderas de la fragata Extremadura provocó la muerte de un cabo 1º y un marinero, la responsabilidad sobre estos hechos, aún se encuentra en los tribunales. Tras esto, la fragata tuvo poca actividad, y fue dada de baja en septiembre de 2006.

### Destino

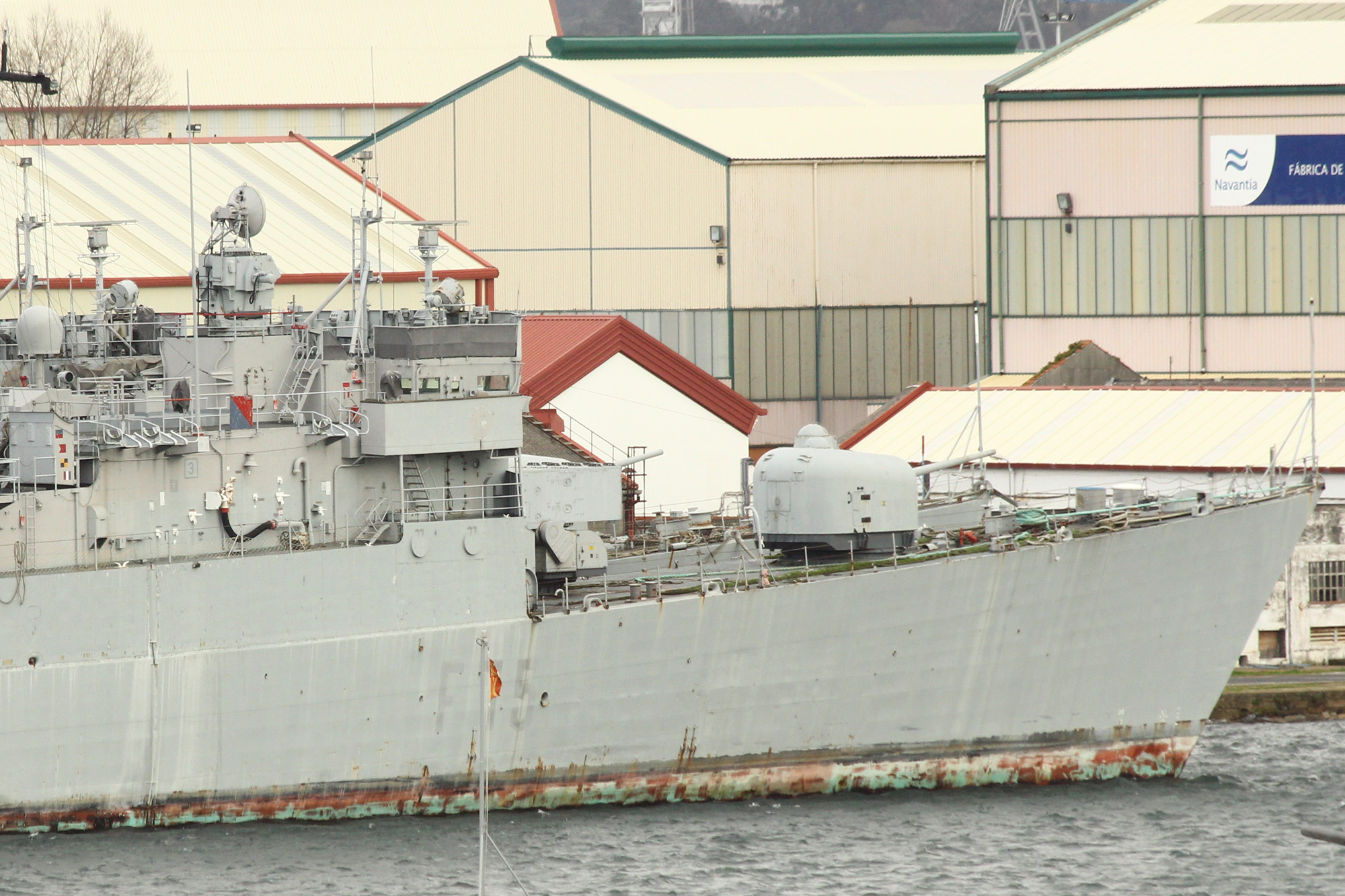
El Extremadura (F-75) en Ferrol, tras ser retirado y en espera de destino, en el año 2013.

Existió el proyecto, iniciado por la AVA (Asociación de Veteranos de la Armada) y continuado por la FFE (Fundación Fragata Extremadura), de convertir el buque en barco museo y ubicarlo en Santander. La Armada, confirmó la cesión del buque, que permaneció en espera de su destino final. No obstante en 2016, el buque fue finalmente subastado para su desguace y adjudicado junto a la Asturias a la empresa de Lorquí Desguaces París por 1,5 millones de Euros, la cual decidió proceder a su desguace en Turquía.

### Buques de la clase
- Baleares (F-71)
- Andalucía (F-72)
- Cataluña (F-73)
- Asturias (F-74)

### Buques similares
- Clase Knox